# Shahid Abbasi
Shahid Khaqan Abbasi (urdu شاہد خاقان عباسی; ur. 27 grudnia 1958 w Karaczi) – pakistański przedsiębiorca i polityk, od marca do maja 2008 minister handlu, w latach 2013–2017 minister ropy naftowej i zasobów naturalnych, premier Pakistanu od 1 sierpnia 2017 do 31 maja 2018.

## Życiorys
Ukończył studia w dziedzinie inżynierii elektrycznej na Uniwersytecie Kalifornijskim i George Washington University. W latach 80. pracował jako inżynier w Stanach Zjednoczonych i w Arabii Saudyjskiej.
Po śmierci ojca, który był ministrem produkcji, zaangażował się w politykę. Po raz pierwszy wybrany do Zgromadzenia Narodowego w 1988 roku jako kandydat niezależny, później kilkakrotnie z powodzeniem ubiegał się o reelekcję (w 1990, 1993, 1997, 2008 i 2013), od 1993 roku jako kandydat Pakistańskiej Ligi Muzułmańskiej (Nawaz). Był przewodniczącym parlamentarnej komisji obrony narodowej (1993–1997).
W latach 1997–1999 był dyrektorem państwowych linii lotniczych Pakistan International Airlines. Stanowisko utracił jesienią 1999 wskutek zamachu stanu, podczas którego został aresztowany. W marcu 2001 zwolniono go bez postawienia zarzutów. W wyborach parlamentarnych w 2002 roku nie dostał się do parlamentu, przegrywając z kandydatem Pakistańskiej Partii Ludowej. W 2003 założył prywatne linie lotnicze airblue, których jest udziałowcem.
W wyborach w 2008 roku ponownie wybrany do parlamentu. Był przez krótki czas ministrem handlu w rządzie Yousafa Razy Gilaniego (31 marca do 13 maja 2008). W latach 2013–2017 był ministrem ropy naftowej i zasobów naturalnych w czwartym rządzie Nawaza Sharifa.
W lipcu 2017, po pozbawieniu przez Sąd Najwyższy premiera Nawaza Sharifa prawa pełnienia funkcji publicznych w związku z aferą Panama Papers, Abbasi został wskazany jako tymczasowy premier, mający urzędować do czasu, aż wyznaczony na następcę brat Sharifa, Shehbaz Sharif, zostanie wybrany do parlamentu i będzie mógł objąć urząd. 1 sierpnia 2017 uzyskał wotum zaufania w parlamencie.
31 maja 2018 ustąpił ze stanowiska szefa rządu, dzień później prezydent Mamnun Husajn mianował Nasirula Mulka pełniącym obowiązki premiera.